# Maureen O’Brien

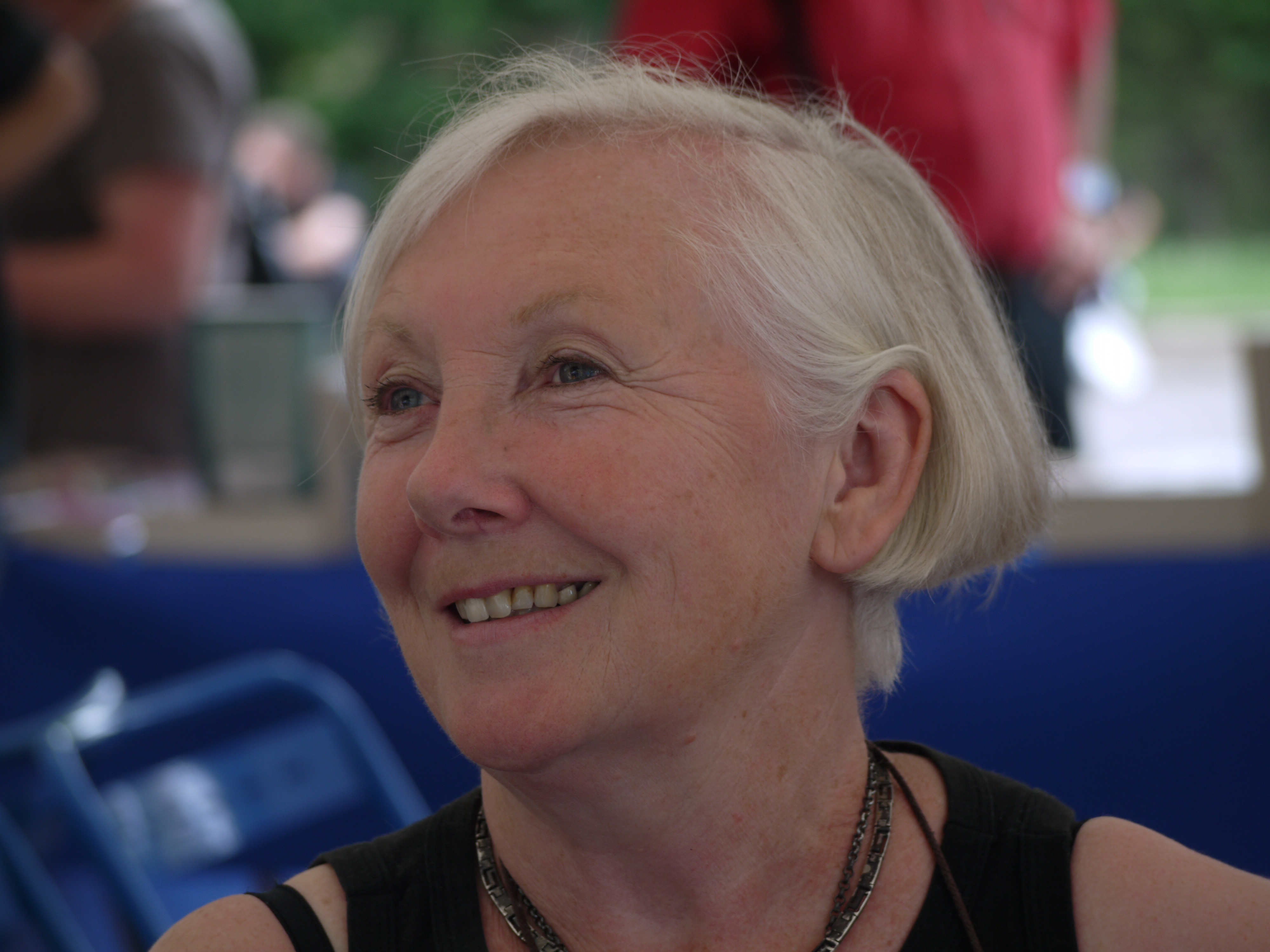
Maureen O’Brien, 2009

Maureen O’Brien (* 29. Juni 1943 in Liverpool) ist eine britische Schauspielerin und Schriftstellerin.

## Leben und Karriere
Maureen O’Brien wuchs gemeinsam mit ihren sieben jüngeren Geschwistern in Liverpool auf. Eine ihrer Schwestern ist die Schauspielerin Eileen O’Brien. Maureen O’Brien besuchte die Notre Dame High School. Von 1961 bis 1964 absolvierte sie die Schauspielausbildung an der Central School of Speech and Drama in London. Ihren ersten Fernsehauftritt hatte O’Brien 1965 in Doctor Who Sie spielte Vicki Pallister, eine Begleiterin des ersten Doktors. 1987 stellte sie Elizabeth Straker in 15 Folgen der Fernsehserie Casualty dar. Außerdem spielte sie Natalya in dem Film Zina und Mrs. John Lawrence in Brombeerzeit. Neben ihren Auftritten in Film und Fernsehen war  O’Brien in vielen Theaterstücken zu sehen, beispielsweise in Othello, Beauty and the Beast oder Macbeth.
Außerdem ist O’Brien als Kriminalbuchautorin tätig. Ihr erster Roman war  Close Up on Death. Sie schreibt auch Theaterstücke. Ihr Stück The Cutting (Bush Theatre) war als bestes Theaterstück bei den London Fringe Awards nominiert. O’Brien erhielt zudem eine Nominierung als Best Newcomer bei den Evening Standard Drama Awards. Maureen O’Brien ist verheiratet, hat aber keine eigenen Kinder.

## Filmografie (Auswahl)
- 1965: Doctor Who (Fernsehserie, 38 Folgen)
- 1966: Emergency-Ward 10 (Fernsehserie, 3 Folgen)
- 1968: The Mock Doctor (Fernsehserie, 2 Folgen)
- 1969: Task Force Police (Fernsehserie, 2 Folgen)
- 1975: The Poisoning of Charles Bravo (Fernsehserie, 3 Folgen)
- 1976–1977: The Squirrels (Fernsehserie, 3 Folgen)
- 1978: The Lost Boys (Fernsehserie, 2 Folgen)
- 1979: Oresteia (Fernsehserie, 2 Folgen)
- 1979: The Legend of King Arthur (Fernsehserie, 7 Folgen)
- 1985: Zina
- 1985: She’ll Be Wearing Pink Pyjamas
- 1987: Casualty (Fernsehserie, 15 Folgen)
- 1994: Für alle Fälle Fitz (Fernsehserie, 3 Folgen)
- 1998: Brombeerzeit
- 2000: The Closer You Get
- 2000: The Blind Date